# 985
985 (CMLXXXV) je bilo navadno leto, ki se je po julijanskem koledarju začelo na četrtek.

## Dogodki
- 1. januar

## Rojstva
- Adalbert Avstrijski, mejni grof († 1055)
- Bonifacij III., toskanski mejni grof († 1052)
- Ekehard II. Meissenški, mejni grof Spodnjih Lužic, mejni grof Meissna († 1046)
- Ema Normandijska, druga žena angleškega kralja Ethelreda († 1052)
- Gisela Ogrska, soproga madžarskega kralja Štefana I. († 1065)
- Al-Hakim bi-Amr Alah, fatimidski kalif († 1021)
- Knut Veliki, anglo-danski kralj († 1035)
- Radbot Habsburški, grof Habsburga († 1045)